# أل موني
أل موني (بالإنجليزية: Albert Mooney)‏ هو مهندس فضاء جوي أمريكي، ولد في 12 أبريل 1906 في دنفر في الولايات المتحدة، وتوفي في 7 مايو 1986 في دالاس في الولايات المتحدة.